# Jajalpa
Jajalpa är en ort i kommunen Ocoyoacac i delstaten Mexiko i Mexiko. Samhället hade 489 invånare vid folkräkningen år 2020.